# Guerres saxones
Les guerres saxones van tenir lloc al nord-oest de l'actual Alemanya entre 772 i 804, quan Carlemany va iniciar una campanya d'ocupació a fi de sotmetre els saxons que les habitaven. En total, divuit batalles que van tenir com a resultat la submissió i la incorporació de Saxònia a l'Imperi Franc i la conversió dels seus habitants al cristianisme.
Malgrat els continus contratemps, els saxons van mantenir la seva oposició a Carlemany durant dècades, rebel·lant-se cada vegada que el rei abandonava les seves terres. El seu principal líder, Widukind, va resultar un dur oponent, encara que va ser finalment vençut i batejat l'any 785.
Els saxons van ser dividits en quatre regions. La més propera a l'antic regne franc d'Austràsia i, per tant, la més occidental va rebre el nom de Westfàlia; a l'est d'aquesta es trobava Èngria i en l'extrem oriental del territori Eastfàlia; just al nord d'aquests tres, en la base de la península de Jutlàndia s'ubicava Nordalbíngia.

## Primera fase
Les guerres van començar amb la invasió franca del territori saxó i la submissió dels Engris, amb la destrucció del seu Irminsul, prop de Paderborn el 772 o 773. L'Irminsul pot haver estat un arbre o soca sagrada, presumiblement representació del pilar sobre el qual es recolzen els cels - similar al Ygdrasil de les cultures nòrdiques. La campanya de Carlemany va arribar fins al riu Weser, destruint al seu pas diverses fortaleses saxones. Després de la negociació amb la noblesa saxona i l'obtenció d'ostatges, Carlemany va abandonar la zona i es va centrar en la guerra contra els longobards situats al nord d'Itàlia. Els camperols saxons, encapçalats per Widukind, van aprofitar per atacar les terres franques de la regió del Rin, mantenint-se la contesa durant anys.
La segona campanya de Carlomagno va tenir lloc l'any 775. Va creuar Westfàlia, conquerint Sigiburg i Èngria, on va derrotar novament als saxons. Finalment, va aconseguir una nova victòria a Eastfàlia, aconseguint la conversió del líder saxó Hessi. Va tornar novament a través de Westfàlia, deixant guarnicions a Sigiburg i Eresburg. En aquell moment, tota Saxònia, excepte Nordalbíngia, estava sota el seu control, encara que la pau no duraria.
Després de concloure la guerra a Itàlia, Carlemany va tornar per tercera vegada a Saxònia el 776 (arribant a Lippe abans que els saxons sabessin que havia abandonat Itàlia), quan un aixecament va destruir la fortalesa d'Eresburg. Els Saxons van ser novament derrotats, encara que Widukind va fugir i es va refugiar entre els danesos. Entretant, Carlemany va aixecar un nou campament a Karlstadt. El 777 va convocar una Dieta nacional a Padeborn per integrar definitivament el territori de Saxònia al regne franc. Molts saxons van ser batejats.

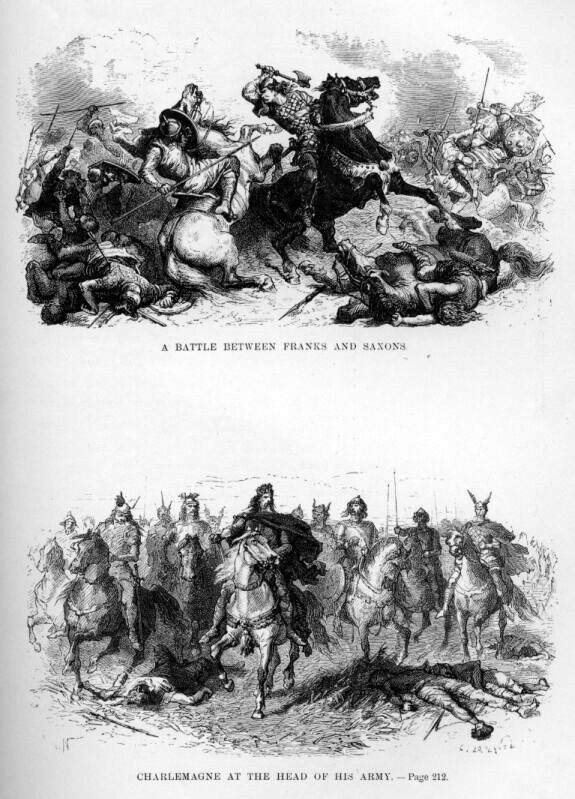
Carlemany i els saxons, A. de Neuville, vers 1869

El principal propòsit de la dieta era apropar Saxònia al cristianisme. Es van reclutar missioners, principalment anglosaxons anglesos a fi de dur a terme aquesta tasca. Carlemany va emetre diversos decrets dissenyats per trencar la resistència saxona, pels quals s'aplicaria la pena capital a qualsevol que realitzés pràctiques paganes o que mostrés menyspreu davant de la pau real. La duresa de la seva actitud, que li va valer el títol de carnisser de Saxons va portar al seu conseller Alcuí de York a sol·licitar clemència a l'emperador, ja que la paraula de Déu hauria de ser difosa per la persuasió, i no per l'espasa. Tanmateix, les guerres van continuar davant de la ferocitat de la lluita saxona per la seva llibertat.
A l'estiu del 779, Carlemany va tornar a Saxònia i va conquerir Eastfàlia, Èngria i Westfàlia. Una nova dieta es va reunir en Lippspringe i s'hi va decidir la divisió del territori saxó en districtes missioners i comtats francs. El mateix emperador va assistir a diversos baptismes massius el 780, després de la qual cosa va tornar a Itàlia sense que, sorprenentment, hi hagués rebel·lions a la seva marxa. Entre 780 i 782, Saxònia va romandre tranquil·la.

## Fase intermèdia

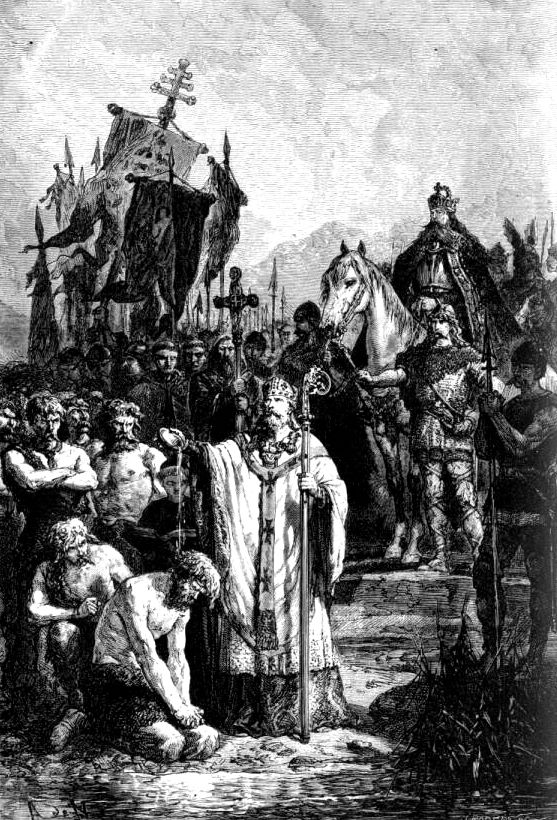
Conversió dels saxons, A. de Neuville, vers 1869

Carlemany va tornar a Saxònia el 782, promulgant un nou codi legal i nomenant comtes, tant saxons com francs. Les lleis eren draconianes sobre qüestions religioses, i la tradició pagana local quedava en una posició molt amenaçada. Això va revifar l'antic conflicte i a la tardor d'aquell mateix any, Widukind va tornar de l'exili i va encapçalar un nou aixecament que es va traduir en nombrosos atacs a l'església. Els saxons van envair el territori dels chatti, tribu germànica que ja havia estat convertida per Bonifaci de Fulda i que pertanyia a l'Imperi Carolingi. Widukind va aniquilar un exèrcit franc a Süntelgebirge mentre Carlemany es trobava lluitant contra els sòrabs. En represàlia, Carlemany va ordenar decapitar 4.500 saxons sorpresos realitzant pràctiques paganes (una vegada convertits) en l'anomenada matança de Verden; no obstant això, Widukind va aconseguir escapar novament a Dinamarca.
Alguns historiadors han tractat de demostrar que la matança no va tenir lloc, o que va ser realment una batalla, però cap dels seus arguments no resulta creïble. Durant els dos anys següents (783-785), la guerra va continuar, amb Carlemany hivernant a Minden, Saxònia central. En algunes batalles del 783, dones saxones es van llançar amb els pits nus al combat; una d'elles era Fastrada, filla d'un comte saxó i que el 784 es convertiria en la quarta esposa de l'emperador. Gradualment, els francs van anar imposant-se als saxons i el cop de gràcia va arribar el 785 amb la conversió i baptisme del rebel Widukind. Va ser el final de la guerra i durant els següents set anys hi va haver pau a Saxònia, encara que amb alguna revolta esporàdica

## Fase final
El 792, els westfalianos es van aixecar contra els seus senyors contra el reclutament forçós per a les guerres amb els àvars. Els habitants d'Èastfalia i Nordalbíngia se'ls van unir a l'any següent, però la insurrecció no va prendre i va ser completament sufocada el 794.
Poc després es va produir un aixecament engri el 796, però va ser immediatament aixafat per Carlemany i els saxons i eslaus cristians. L'última rebel·lió independentista es va produir el 804, més de trenta anys després de la primera campanya de Carlemany. En aquesta ocasió va ser la tribu dels nordalbingis, la més indòmita de totes, la que es va aixecar en armes. Carlemany va deportar a 10.000 dels seus membres a Nèustria i va cedir els seus territoris al lleial rei dels Obotrites. Val la pena recordar les paraules d'Einhard, biògraf de l'emperador, sobre el final del conflicte:
| « | La guerra que ha durat tants anys ha estat a la fi acabada per l'acceptació dels termes oferts pel rei; que eren renúncia als seus costums religiosos nacionals i l'adoració de dimonis, acceptació dels sacraments de la fe i religió cristianes, i unió amb els francs per formar només un poble. | » |

Cap al final de les guerres, Carlemany havia començat a posar més èmfasi en la reconciliació. El 797 va derogar les lleis especials que havien estat tan incendiàries, i el 802, la llei comuna saxona va ser codificada com la Lex Saxonum. Aquest procés va estar acompanyat per l'establiment d'estructures eclesiàstiques que asseguressin la inicialment brutal conversió del poble saxó.

## Naturalesa religiosa de la guerra
Les guerres saxones poden ser considerades guerres de religió en tant que Carlemany va proclamar que el final de la guerra era convertir als saxons pagans al cristianisme, el que tindria la seva reminiscència en les posteriors croades. Encara que no va ser proclamada mai com tal, s'ha suggerit que les guerres saxones van ser la principal inspiració per a la proclamació de les croades contra l'islam en els segles posteriors, i contra altres estats europeus pagans com Lituània. Aquestes guerres van tenir un efecte dòmino sobre altres estats no cristians d'Europa Central, com la conversió de Polònia al cristianisme.